# مراد ابراهیمی ریگی
مراد خان ابراهیمی ریگی (۱۲۷۸–۱۳۵۸) از سران ایلات و مالکان عمده بلوچستان و نماینده مجلس شورای ملی بود.
پدرش عیدو خان از سران بلوچ بود. در سال ۱۳۱۴ به نمایندگی ایرانشهر در مجلس شورای ملی برگزیده شد. حوزه انتخابیه ایرانشهر که پیش از آن حوزه بلوچستان نامیده می‌شد، شامل تمامی مناطق بلوچ نشین استان سیستان و بلوچستان کنونی می‌شد. حوزه زابل نیز که پیشتر سیستان نامیده می‌شد، شهرستان‌های زاهدان و زابل کنونی را در بر می‌گرفت. از دوره دهم (سال ۱۳۱۴) این دو حوزه انتخابیه زابل و ایرانشهر نامگذاری شدند و مراد خان تا پایان دوره چهاردهم بر کرسی این حوزه در مجلس نشست.
در دوره هفدهم مراد خان بار دیگر نماینده ایرانشهر شد اما چون در این دوره که با نخست‌وزیری دکتر مصدق همزمان بود، جانب مصدق را گرفت، در دوره‌های بعد دیگر به مجلس راه نیافت و بقیه عمر را به رسیدگی به املاک بازمانده از پدرش گذراند.